# Arcidiocesi di Trujillo
L'arcidiocesi di Trujillo (in latino Archidioecesis Truxillensis) è una sede metropolitana della Chiesa cattolica in Perù. Nel 2022 contava 1.222.000 battezzati su 1.835.000 abitanti. È retta dall'arcivescovo Gilberto Alfredo Vizcarra Mori, S.I.

## Territorio
L'arcidiocesi comprende nove province della regione peruviana de La Libertad: Ascope, Chepén, Gran Chimú, Julcán, Otuzco, Pacasmayo, Santiago de Chuco, Trujillo e Virú.
Sede arcivescovile è la città di Trujillo, dove si trova la cattedrale dell'Assunzione di Maria Vergine.
Il territorio è suddiviso in 76 parrocchie.

## Storia
La diocesi di Trujillo fu eretta il 15 aprile 1577 con la bolla Illius fulciti praesidio di papa Gregorio XIII, ricavandone il territorio dall'arcidiocesi di Lima, di cui originariamente era suffraganea.
Il 28 maggio 1803 cedette una porzione del suo territorio a vantaggio dell'erezione della diocesi di Maynas (oggi diocesi di Chachapoyas).
Il 5 aprile 1908 e il 29 febbraio 1940 cedette altre porzioni di territorio a vantaggio dell'erezione rispettivamente della diocesi di Cajamarca e della diocesi di Piura (oggi arcidiocesi).
Il 23 maggio 1943 è stata elevata al rango di arcidiocesi metropolitana con la bolla Inter praecipuas di papa Pio XII.
Il 17 dicembre 1956 e il 4 dicembre 1961 ha ceduto ulteriori porzioni di territorio a vantaggio dell'erezione rispettivamente della diocesi di Chiclayo e della prelatura territoriale di Huamachuco.

## Cronotassi dei vescovi
Si omettono i periodi di sede vacante non superiori ai 2 anni o non storicamente accertati.
- Alonso Guzmán y Talavera, O.S.H. † (15 aprile 1577 - ? dimesso)
  - Francisco de Obando, O.F.M.Obs. † (1611 - ?) (vescovo eletto)
  - Luís Jerónimo de Cárcamo † (25 maggio 1611 - 1611 deceduto) (vescovo eletto)
  - Juan de la Cabeza, O.P. † (1614 - 1614 deceduto) (vescovo eletto)
- Francisco Díaz de Cabrera y Córdoba, O.P. † (6 ottobre 1614 - 26 aprile 1620 deceduto)
- Carlos Marcelo Corni Velázquez † (17 agosto 1620 - 16 ottobre 1630 deceduto)
- Ambrosio Vallejo Mejía, O.Carm. † (10 febbraio 1631 - 29 ottobre 1635 deceduto)
- Diego Montoya Mendoza † (5 ottobre 1637 - 14 aprile 1640 deceduto)
  - Luis Córdoba Ronquillo, O.SS.T. † (13 agosto 1640 - 24 novembre 1640 deceduto) (vescovo eletto)
- Juan Sánchez Duque de Estrada † (12 novembre 1641 - 1643 deceduto)
- Pedro Ortega Sotomayor † (21 agosto 1645 - 16 dicembre 1647 nominato vescovo di Arequipa)
  - Marcos Salmerón † (7 agosto 1647 - 21 gennaio 1648 deceduto) (vescovo eletto)
- Andrés García de Zurita † (4 aprile 1650 - 2 agosto 1652 deceduto)
  - Diego del Castillo y Artigas † (9 marzo 1654 - 25 febbraio 1658 nominato vescovo di Badajoz) (vescovo eletto)
  - Francisco de Godoy † (1º settembre 1659 - 1659 deceduto) (vescovo eletto)
- Juan de la Calle y Heredia, O. de M. † (5 settembre 1661 - 1º ottobre 1674 nominato vescovo di Arequipa)
  - Álvaro de Ibarra † (17 dicembre 1674 - 1675 deceduto) (vescovo eletto)
- Antonio de León y Becerra † (19 ottobre 1676 - 14 giugno 1677 nominato vescovo di Arequipa)
- Francisco de Borja † (4 settembre 1679 - 13 aprile 1689 deceduto)
  - Juan de Bustamante † (1693 - 1693 dimesso) (vescovo eletto)
  - Pedro de la Serena, O.S.H. † (28 settembre 1693 - settembre 1695 deceduto) (vescovo eletto)
- Pedro Díaz de Cienfuegos † (20 febbraio 1696 - 9 gennaio 1702 deceduto)
- Juan Victores de Velasco, O.S.B. † (28 novembre 1707 - 10 dicembre 1713 deceduto)
- Diego Montero del Águila † (21 gennaio 1715 - 25 febbraio 1718 deceduto)
- Jaime de Mimbela, O.P. † (20 marzo 1720 - 4 agosto 1739 deceduto)
- Gregorio de Molleda Clerque † (19 dicembre 1740 - 4 settembre 1747 nominato arcivescovo di La Plata o Charcas)
- José Cayetano Paravicino, O.F.M.Obs. † (4 settembre 1747 - 20 ottobre 1750 deceduto)
- Bernardo de Arbiza y Ugarte † (15 novembre 1751 - 20 ottobre 1756 deceduto)
- Cayetano Marcellano y Agramont † (23 maggio 1757 - 13 marzo 1758 nominato arcivescovo di La Plata o Charcas)
- Francisco Javier de Luna Victoria y Castro † (13 marzo 1758 - 11 marzo 1777 deceduto)
- Baltazar Jaime Martínez de Compañón † (1º giugno 1778 - 15 dicembre 1788 nominato arcivescovo di Santafé en Nueva Granada)
- José Andrés de Achurra y Núñez del Arco † (15 dicembre 1788 - 1792 deceduto)
- Blas Sobrino y Minayo † (12 settembre 1794 - 26 aprile 1796 deceduto)
- José Carrión y Marfil † (3 luglio 1798 - 24 gennaio 1825 dimesso)[3]
  - Sede vacante (1825-1835)
- Tomás Diéguez y Florencia † (24 luglio 1835 - 8 giugno 1845 deceduto)
- José Higinio de Madalengoitia y Sanz de Zárate † (19 gennaio 1846 - 4 novembre 1848 deceduto)
  - Sede vacante (1848-1853)
- Agustín Guillermo Charún Espinoza † (7 marzo 1853 - 22 febbraio 1857 deceduto)
- Francisco de Asís Orueta y Castrillón † (26 settembre 1859 - 21 marzo 1873 nominato arcivescovo di Lima)
- José Domingo Armestar Espinoza de los Monteros † (21 dicembre 1874 - 14 dicembre 1881 deceduto)
  - Sede vacante (1881-1889)
- Manuel José Medina y Bañón † (14 febbraio 1889 - 22 marzo 1907 deceduto)
  - Sede vacante (1907-1910)
- Carlos García Irigoyen † (21 marzo 1910 - 21 ottobre 1937 deceduto)
  - Sede vacante (1937-1940)
- Juan Gualberto Guevara y de la Cuba † (15 dicembre 1940 - 16 dicembre 1945 nominato arcivescovo di Lima)
- Aurelio Macedonio Guerrero † (20 settembre 1946 - 25 maggio 1957 dimesso[4])
- Federico Pérez Silva, C.M. † (15 giugno 1957 - 16 ottobre 1965 deceduto)
- Carlos María Jurgens Byrne, C.SS.R. † (6 dicembre 1965 - 29 dicembre 1976 dimesso)
- Manuel Prado Pérez-Rosas, S.I. † (29 dicembre 1976 - 29 luglio 1999 ritirato)
- Héctor Miguel Cabrejos Vidarte, O.F.M. (29 luglio 1999 - 11 febbraio 2025 ritirato)
- Gilberto Alfredo Vizcarra Mori, S.I., dall'11 febbraio 2025

## Statistiche
L'arcidiocesi nel 2022 su una popolazione di 1.835.000 persone contava 1.222.000 battezzati, corrispondenti al 66,6% del totale.
| anno | popolazione | popolazione | popolazione | presbiteri | presbiteri | presbiteri | presbiteri                | diaconi | religiosi | religiosi | parrocchie |
| anno | battezzati  | totale      | %           | numero     | secolari   | regolari   | battezzati per presbitero | diaconi | uomini    | donne     | parrocchie |
| ---- | ----------- | ----------- | ----------- | ---------- | ---------- | ---------- | ------------------------- | ------- | --------- | --------- | ---------- |
| 1950 | 792.000     | 800.000     | 99,0        | 84         | 43         | 41         | 9.428                     |         | 39        | 95        | 53         |
| 1966 | 420.000     | 480.000     | 87,5        | 110        | 62         | 48         | 3.818                     |         | 58        | 175       | 35         |
| 1968 | 640.000     | 650.000     | 98,5        | 122        | 64         | 58         | 5.245                     |         | 71        | 204       | 36         |
| 1976 | 710.000     | 750.000     | 94,7        | 82         | 32         | 50         | 8.658                     |         | 60        | 250       | 46         |
| 1980 | 796.000     | 857.000     | 92,9        | 74         | 35         | 39         | 10.756                    | 1       | 47        | 160       | 47         |
| 1990 | 960.000     | 1.100.000   | 87,3        | 86         | 54         | 32         | 11.162                    | 1       | 65        | 203       | 47         |
| 1999 | 1.273.300   | 1.391.120   | 91,5        | 100        | 58         | 42         | 12.733                    |         | 112       | 220       | 50         |
| 2000 | 956.415     | 1.141.150   | 83,8        | 109        | 65         | 44         | 8.774                     |         | 115       | 174       | 52         |
| 2001 | 933.833     | 1.081.721   | 86,3        | 117        | 64         | 53         | 7.981                     |         | 112       | 162       | 57         |
| 2002 | 933.833     | 1.229.045   | 76,0        | 117        | 64         | 53         | 7.981                     |         | 121       | 162       | 58         |
| 2003 | 946.167     | 1.244.049   | 76,1        | 115        | 66         | 49         | 8.227                     |         | 112       | 165       | 61         |
| 2004 | 1.078.548   | 1.315.302   | 82,0        | 111        | 65         | 46         | 9.716                     |         | 129       | 171       | 61         |
| 2010 | 1.149.000   | 1.374.000   | 83,6        | 126        | 64         | 62         | 9.119                     |         | 119       | 189       | 69         |
| 2014 | 1.229.855   | 1.535.856   | 80,1        | 133        | 73         | 60         | 9.247                     | 1       | 129       | 188       | 74         |
| 2017 | 1.289.780   | 1.624.350   | 79,4        | 139        | 84         | 55         | 9.278                     |         | 117       | 191       | 75         |
| 2020 | 1.185.406   | 1.778.080   | 66,7        | 123        | 77         | 46         | 9.637                     |         | 117       | 210       | 79         |
| 2022 | 1.222.000   | 1.835.000   | 66,6        | 132        | 76         | 56         | 9.257                     |         | 99        | 99        | 76         |